# 菲利普·奥尔内
菲利普·奥尔内（法語：Philippe Horner，1959年10月30日—），瑞士男子射箭运动员。他曾代表瑞士参加2008年和2012年夏季残疾人奥林匹克运动会射箭比赛，其中2008年夏季残奥会获得一枚铜牌。